# Мраковська сільська рада (Кугарчинський район)
Мра́ковська сільська рада (рос. Мраковский сельский совет) — муніципальне утворення у складі Кугарчинського району Башкортостану, Росія. Адміністративний центр — село Мраково.

## Населення
Населення — 9444 особи (2019, 9700 в 2010, 9493 в 2002).

## Склад
До складу поселення входять такі населені пункти:
| Населений пункт        | Населення, осіб (2002) | Населення, осіб (2010) |
| ---------------------- | ---------------------- | ---------------------- |
| Васильєвський, хутір   | 21                     | 36                     |
| Канакачево, присілок   | 116                    | 100                    |
| Кузьминовка, присілок  | 86                     | 83                     |
| Курт-Єлга, хутір       | 30                     | 40                     |
| Мраково, село          | 8378                   | 8690                   |
| Нижня Майка, присілок  | 12                     | 2                      |
| Новоніколаєвське, село | 361                    | 328                    |
| Новопокровське, село   | 142                    | 145                    |
| Султангулово, присілок | 117                    | 86                     |
| Якшимбетово, присілок  | 230                    | 190                    |